# Ravni Del (Leskovac)
Pour les articles homonymes, voir Ravni Del.
Ravni Del (en serbe cyrillique : Равни Дел) est un village de Serbie situé sur le territoire de la Ville de Leskovac, district de Jablanica. Au recensement de 2011, il comptait 72 habitants.

## Démographie
| 1948 | 1953 | 1961 | 1971 | 1981 | 1991 | 2002 | 2011 |
| ---- | ---- | ---- | ---- | ---- | ---- | ---- | ---- |
| 209  | 218  | 232  | 226  | 128  | 101  | 78   | 72   |

|  |